# Perihan Ünlücan
Perihan Ünlücan (* 28. Februar 1984 in Istanbul) ist eine türkische Schauspielerin.

## Biografie
Perihan Ünlücan wurde am 28. Februar 1984 in Istanbul geboren. Sie studierte an der Kocaeli Üniversitesi. Ihr Debüt gab sie 2010 in der Fernsehserie Keskin Biçak. Zwischen 2010 und 2014 war sie mit Tolga Erener verheiratet.
Anschließend war sie 2013 in der Serie 20 Dakika zu sehen. 2015 wurde sie für den Film Polis Akademisi: Alaturka gecastet. Außerdem trat sie 2017 in Ver Kaç auf. Im selben Jahr spielte Ünlücan in dem Film Cingöz Recai mit. Unter anderem bekam sie 2020 in dem Film Son Şaka die Hauptrolle. Von 2020 bis 2023 setzte Ünlücan ihre Karriere in Arka Sokaklar fort.

## Filmografie
Filme
- 2015: Polis Akademisi: Alaturka
- 2017: Ver Kaç
- 2017: Cingöz Recai
- 2018: Hürkus: Göklerdeki Kahraman
- 2020: Son Şaka

Serien
- 2010: Keskin Biçak
- 2013: 20 Dakika
- 2014–2015: Karadayı
- 2015: Hatirla Gönül
- 2017: Kırlangıç Fırtınası
- 2017: Kayıtdışı
- 2020–2023: Arka Sokaklar